# A Biblia világa

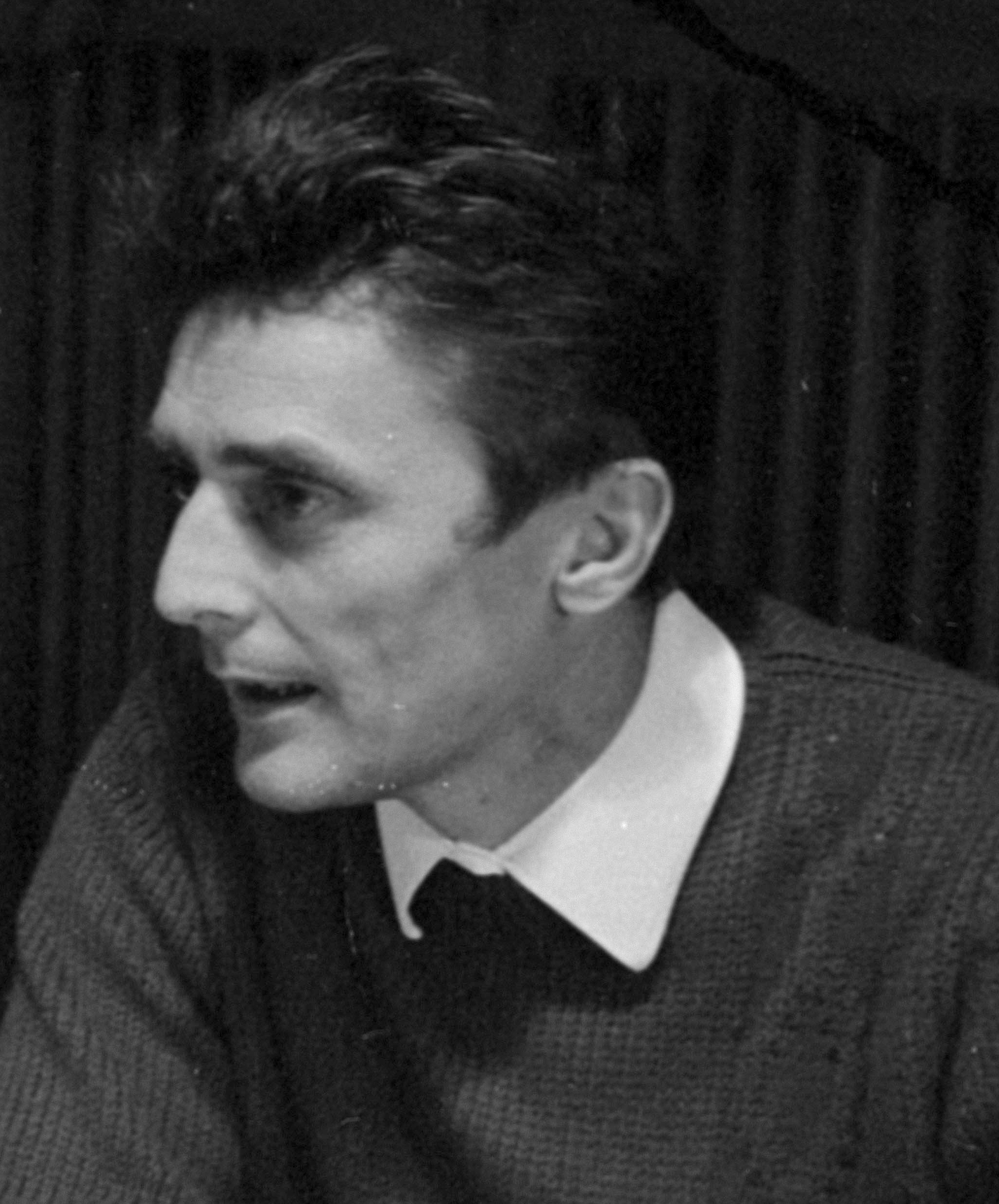
Rapcsányi László, a kötet szerkesztője, az interjúk készítője

A Biblia világa című nagyszabású ismeretterjesztő munka a Magyar Rádió 1971-es nagy sikerű népszerű tudományos sorozata alapján készült. Az interjúk formájában készült előadások, tanulmányok szerzői a kor legkiválóbb magyar Biblia-kutatói közül kerültek ki. A rádióműsor és az annak alapján készült könyv fő célja az volt, hogy a vallásos és a nem-vallásos emberek számára is mélyebb ismereteket közvetítsen a Biblia és korának társadalma, történelme, természettudományos ismeretei, művészete, irodalma közötti összefüggések tárgyában. A kötet szerkesztője, az előszó szerzője Rapcsányi László, az interjúk alanyai (a kötetben való megjelenésük sorrendjében) Hahn István ókortörténész, rabbi, Félegyházy József római katolikus egyháztörténész, Komoróczy Géza hebraista, Scheiber Sándor nyelvész, rabbi, Pákozdy László Márton református teológus, Czeglédy Károly orientalista, Szabolcsi Bence zenetörténész, és Rónay György irodalomtörténész, a Vigilia főszerkesztője voltak. Néhányan közülük több témában is vállaltak interjút.
A több mint 300 oldalas kötet a Magyar Rádió és a Minerva Kiadó gondozásában, a korban is kimagasló, 50 000 példányban jelent meg és kelt el.

### A Biblia és az ókori kelet (Dr. Komoróczy Géza)

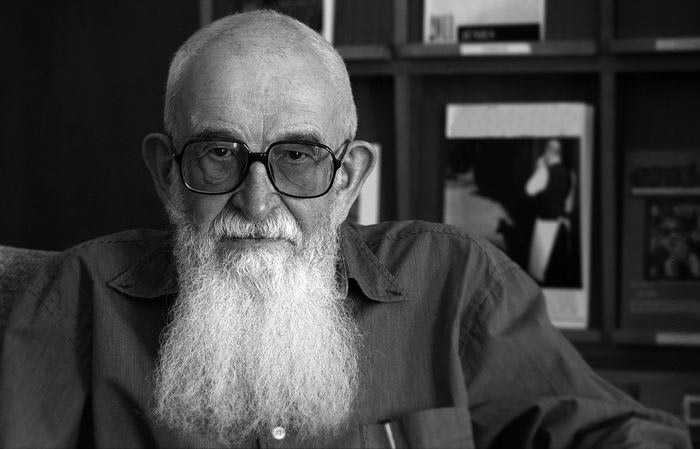
Komoróczy Géza orientalista

### Feliratok, osztrakonok, papiruszok és a Biblia (Dr. Scheiber Sándor)

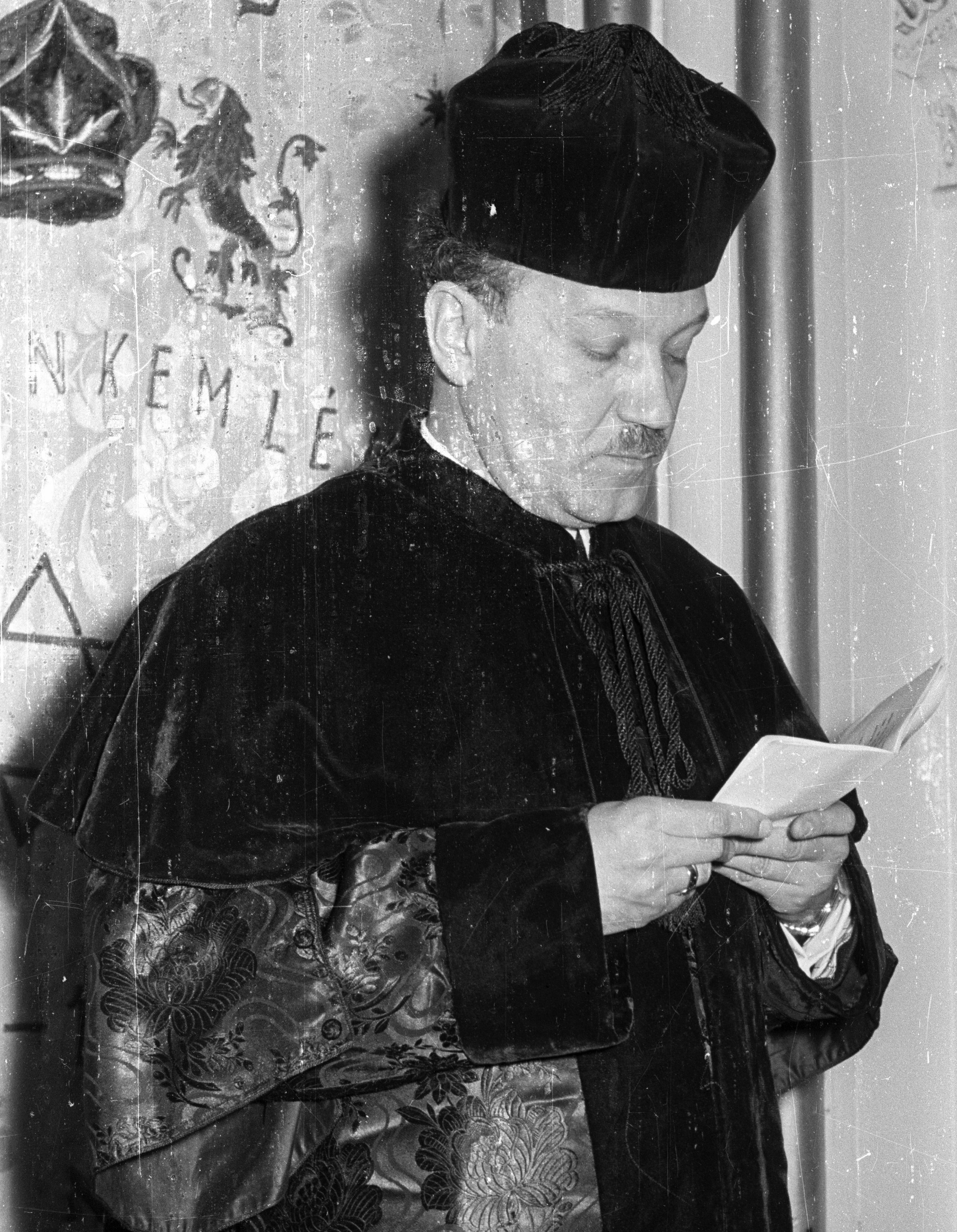
Scheiber Sándor nyelvész, rabbi

## Fejezetek

### A bibliai nyelvészet útjain (Dr. Czeglédy Károly)
A Biblia nyelvészeti problémáival foglalkozó fejezet először is megállapítja, hogy a Biblia részei eredetileg három különböző nyelven, héberül, arámi nyelven és a hellenisztikus kor görög nyelvén, a koiné nyelven készültek.
Az Ószövetség héber nyelve magától értetődőnek látszik, azonban a bibliai hagyomány szerint a zsidó törzsek Észak-Mezopotámiából az i. e. 2. évezredben vándoroltak be a Kánaánba, előtte korábbi lakóhelyükön az arámihoz közel álló nyelvet beszélhettek. A héber nyelvük az új lakóhelyükön élő népek kánaáni nyelveinek hatására alakult ki. Az Ótestamentum megalkotásának idején, az i. e. 1. évezred különböző szakaszaiban azonban a héber már legalább 500 éve a zsidók egyetlen nyelve volt.
Az Ótestamentum szerzői valószínűleg nem teljesen voltak tisztában a kortárs sémi nyelvek, mint a héber, az arámi, az ugariti nyelv és mások rokonságával. Az ószövetségi leszármazási táblázat egyes elemei talán a rokonságra utalhatnának, hiszen Sém leszármazottai között szerepel Assur és Arám, valamint Héber neve is, de a táblázat más nevei, mint Lud (Lüdia) és Elám már nem illeszthetők be ebbe a képbe, hiszen e két ókori államalakulat lakói nem tartoztak a sémi népek családjába. A nyelvek különbözőségének okát a Biblia, mint ismeretes, a Bábel tornya építésével kapcsolatos legendával magyarázza.
Az Ószövetség egyes részei azonban érdekes módon arámi nyelven készültek. A hébert az arámi akkor váltotta fel újra, amikor a zsidókat a babiloni fogságba hurcolták. Ekkoriban a héber kiszorult a mindennapi használatból, és főleg a vallási szertartások nyelve lett, és az egyébként a térségben széles körben használt arámi vált a köznép beszélt nyelvévé. Ezért történt, hogy az Ószövetség egyes részei ezen a nyelven születtek meg. Dániel próféciájának második részében még az is előfordul, hogy a héber szöveg hirtelen arámira vált, majd néhány fejezet után újra héber nyelven folytatódik.
A héber írás általában nem jelöli a magánhangzókat, így az Ószövetség legrégebbi írásait az i. e. 1. évezredben magánhangzók nélkül jegyezték le. Egy évezreddel később, a zsidó biblia-tudósok, a maszoréták igyekeztek a szöveg lehető legpontosabb visszaadása érdekében magánhangzójelekkel, sőt a szertartási kiejtést szabályozó más jelekkel is ellátni a szent szövegeket. Azonban ők sem voltak képesek tökéletesen értelmezni minden részletet, ezért az Ótestamentumban ma is vannak nem igazán érthető mondatok, félmondatok.
Az időszámítás kezdete előtti három, és az utána következő első évszázadban keletkezett holt-tengeri tekercseknek a nyelve, szövegalakja sok esetben pontosan megegyezik a Biblia addig ismert legkorábbi, azaz ennél mintegy 500 évvel később keletkezett kódexeivel.
Az Újszövetség könyvei mind a korabeli görög nyelven, a koiné nyelven íródtak. Erre azért került sor, mert ebben a korban már az egész térségben a hellenizmus kultúrája volt az uralkodó. Az apostolok ekkor már nem csak a zsidókhoz, hanem szándékaik szerint az egész ismert világ lakóihoz szóltak, ezért jegyezték le mondandójukat a kornak ezen a közvetítőnyelvén, lingua francáján. Az evangelisták azonban Jézus szavait a drámai feszültség pillanataiban többször is az anyanyelvén, arámiul idézték.
A Biblia nyelvi kérdéseihez is tartozik a nyelveken szólás jelensége. Ez már a Biblia korában is valami ősibb, eksztatikus vallási megnyilvánulás maradványa lehetett. Pál apostol erről úgy nyilatkozott, hogy maga is rendelkezik ezzel a képességgel, de fontosabbnak tartja az általa prófétálásnak nevezett evangelizálást, azaz a leendő hívők világos érvekkel történő meggyőzését. A nyelveken szólást ugyanis szerinte a kívülállók esetleg őrjöngésnek fogják tartani. Pál apostol nyomán aztán ez a vallási gyakorlat háttérbe szorult, tulajdonképpen meg is szűnt a keresztény egyházban.

### A Biblia és a zenetörténet (Dr. Szabolcsi Bence)
A Biblia és a zene viszonylatában általában a Szentírás által ihletett európai zeneművek jutnak a művelt emberek eszébe, hiszen az európai zenetörténet tele van a Bibliával, mint témával. Ezen túl azonban nagyon érdekes, hogy milyen ismereteket közvetít a mű magának a kornak a zenéjéről.
A bibliai kor zenéje már igen változatos volt, sok műfajt tártak fel a zenetörténet kutatói. Ilyenek a diadalénekek, az egyes évszakokat, a tavaszt, a nyarat ünneplő énekek, a siratóénekek, valamint különösen a zsoltárok. Az egyik legfontosabb fejezete a Biblia és a zene témakörének az Énekek éneke, ami eredetileg világi, szerelmi pásztorének lehetett.
Az énekeket sokféle hangszerrel kísérték. A zsoltárokban említett rengeteg különböző hangszer között ott volt a legtöbb későbbi európai hangszer őse. Köztük volt a kinnór, ez a kis háromszögletű hárfa, a nével, a szakrális kürt, a sófár, a chakokra nevű ezüsttrombita, az ugab nevű fuvolatípus, aminek értelme később kiterjedt az összes fúvóshangszerre, a nekeb, ami valószínűleg egyszerű síp volt, a chalil, ami valószínűleg aulosz-szerű kettős oboa volt, a tóf nevű, egyiptomi vagy szír eredetű keretes kézidob, valamint cintányérok és kasztanyetták. A leghitelesebb fennmaradt trombitaábrázolások ebből a korból Titus diadalívén láthatók.
A legrégebbi bibliai zene az énekes lekció, a hangos olvasás, illetve szövegmondás zenéje, görög kifejezéssel az ekfonézis lehetett. Szinte minden kultúra korai történetéből ismertek olyan mondák, amiket annak idején énekelve adtak tovább, így biztosítva a szöveg memorizálását, fennmaradását sok-sok nemzedéken keresztül. Az Ótestamentum, valamint a Tóra zsoltárainak leírásakor már alkalmaztak olyan zenei jelzéseket, amik a dallamos szövegmondás formáit igyekeztek rögzíteni.
Dávid király idejében már hivatásos udvari, egyúttal templomi énekesek is tevékenykedtek. A frigyládát a hagyomány szerint 3 cintányéros, 7 trombitás, 8 nével- és 6 kinnórjátékos kíséretében vitték Jeruzsálembe. Salamon idején a szentély felavatásakor 120 pap szólaltatta meg a trombitákat. Az Újszövetség idején is ugyanaz a dallamvilág virágozhatott  mind a szentély körül, mind a világi életben.

### A Biblia a művészetben (Rónay György)

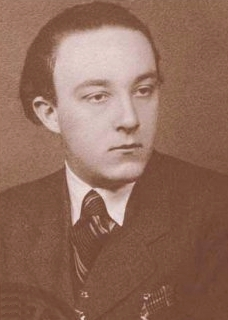
Rónay György irodalomtörténész

### Bibliakritika és kritikai bibliatudomány (Dr. Hahn István)
A Biblia létrejötte óta óriási hatást gyakorolt az emberiség kultúrájára. Ez a hatás megnyilvánult a kritikai fogadtatásában, elemzésében, kutatásában is. A korai bibliakritika leginkább más irányú vallási nézetek talajáról kérdőjelezte meg annak tanításait, mutatott rá az Ótestamentum belső ellentmondásaira, mint Markión, és más dualista szemléletű keresztény gnosztikusok. A kereszténység „pogány” ellenfelei, Kelszosz, Porphüriosz, Iulianus apostata az Újszövetséget is hasonló szempontból kritizálták. Khivi al-Balkhi 8. századi zsidó bibliakritikus 200 kérdésből álló vitairatban kritizálta az Ótestamentumot. A mohamedán hitvitázók természetesen a Korán alapján támadták a Bibliát.
A tudományos igényű bibliakutatás egyik első alakjának a 11. században Dél-Franciaországban élt Ábrahám ibn Ezra (Ebenezra, Abenezra) tekinthető, aki logikai alapon mutatott rá az Ószövetség bizonyos belső ellentmondásaira. Spinoza 1670-ben megjelent Theológiai-politikai traktátusában folytatta az ő munkásságát és hangsúlyozta, hogy a Bibliát természetes és észszerű módszerekkel kell értelmezni, csakúgy, mint bármely más ősi szöveget. Jean Astruc francia orvos még csak névtelenül merte megjelentetni hasonló tartalmú bibliakritikai írását 1753-ban. A 19. században vált egyértelművé a kutatók munkája alapján, hogy a Mózesnek tulajdonított Ötkönyv Mózes hagyomány szerinti koránál, azaz az i. e. 13. századnál jóval későbben, több mint két különböző szerző által írt szövegekből tevődik össze.
A katolikus egyház sokáig sikeresen állt ellen az Újszövetség hasonló, tudományos igényű kritikájának. Ez utóbbi egyik úttörője Samuel Reimarus hamburgi gimnáziumi tanár, lelkész volt, aki Johann Gottfried Lessing teológusnak küldte el kutatási eredményeit az Újszövetség belső ellentmondásairól, az apostolok gondolatainak félremagyarázásáról. Az áttörés itt is a 19. században következett be, amikor szélesebb körben elfogadott vált, hogy az Újszövetséget is úgy lehet elemezni, értelmezni, mint más ókori írásműveket. David Friedrich Strauss az 1830-as években Jézus életének történetét világi, kritikai módszerekkel próbálta rekonstruálni. Kortársa, Ferdinand Christian Baur, ugyancsak német teológus, kimutatta, hogy az Újszövetség egyes könyvei különböző, többször egymásnak is ellentmondó források alapján keletkeztek, és az eltérések mögött a korai kereszténységen belüli, egymással vitázó irányzatok fedezhetők fel.
A kritikai bibliatudomány számos területen vizsgálódik. Így a szövegkritika a bibliai szövegek kialakulását, változatainak eltéreseit, összefüggéseit, hitelességét, a szerzőség kérdését vizsgálja. Az irodalmi kritika többek között az alkotás formájának, az egyes részek műfajának kérdéseit tekinti át, kitekintve a Biblián kívüli irodalmi összefüggésekre is. A történeti kritika a Bibliában elbeszélt történeti események tényleges történetével foglalkozik, a bibliai régészet segítségével is. A bibliai jog- és vallástörténet az ókori kelet kultúrtörténetébe ágyazva, annak más ágaival összehasonlítva elemzi a Biblia tanításait, szertartásait és intézményeit.
Egy érdekes példa a szövegek elemzésére: az ószövetségi Habakuk próféta könyve (Hab. 2:5) hagyományos szövege szerint „a bor elpártolásra késztet: a férfi gőgös lesz tőle, nem pedig alázatos”. Ugyanez a rész a holt-tengeri tekercsekben így szerepel: „bizony a vagyon elpártolásra késztet”. Nem érdemes azt kutatni, hogy a két változat közül melyik az „eredeti”; az érdekes az, hogy a két szöveg, amelyek írásképe nagyon közel áll egymáshoz, mennyire különbözik társadalomszemléletében.
Hasonló érdekes eltérések az Újszövetségben is találhatók. A Hegyi beszéd két változata közül Lukács evangéliuma így szól: „boldogok a szegények”; illetve „boldogok, akik éheznek és szomjaznak”. Máté ismertebb szövegében ez így módosult: „boldogok a lelki szegények” illetve „boldogok akik éhezik és szomjúhozzák az igazságot”. Itt valószínűleg Lukács szövege a korábbi, ez hordozza az őskereszténység társadalomképét, míg Máté szövege spiritualizálja ezt a korábbi társadalmi mondanivalót.
A modern kritikai bibliatudomány alapítójának tekinthető Julius Wellhausen munkássága alapján a mózesi Ötkönyv négy fő vonulatát, elbeszélés-fonalát lehet megkülönböztetni. Wellhausen elméleteit a bibliatudomány később művelői továbbfejlesztették, de alapvetően helyesnek találták. Otto Eissfeldt kimutatta a szövegben a legrégebbi emlékeket, a törzsi-nemzetségi hagyományokat őrző világi, „laikus” jellegű réteget, aminek keletkezését az i. e. 10. századra, a még egyesült zsidó királyság korára tette. Ez a hagyomány még erősen őrzi a nomadizálás korának emlékeit, az akkori életideált: nem tartja természetesnek a letelepült életmódot, idealizálja a korábbi, „sivatagi” vándorlás szépségeit. A következő, „Jahvista” szerző viszont már a „tejjel-mézzel folyó Kánaán” meghódítására, a letelepedésre, a hódításokra büszke.
A mózesi Ötkönyv és a Biblia általános, immár évszázados múltra visszatekintő kutatása, a számos szerző által végzett évtizedes aprómunkákban összegyűjtött forráskritikai eredmények alapjukban és koncepciójukban a bibliakutatás szilárd vívmányainak tekinthetők, bár további részletek napvilágra kerülése finomíthatja a képet.
A bibliakutatás nem rombolni akar, hanem emberi alkotásként bemutatni a Bibliát, egy szinten a távoli múlt számos más nagy és emelkedett alkotásával. Ezt a szemléletet Spinoza szavai foglalják össze találóan: non admirari, non irridere, non indignari, sed intelligere, azaz nem kell kritikátlanul csodálni, de gúnyolni sem szabad (mint a felvilágosodás korának egyes személyiségei), nem kell felháborodni az abban megjelenő korabeli erkölcsi normákon, hanem a teljes történeti mivoltában történő megértést kell előtérbe helyezni.

## Fogadtatása
A kötet alapjául szolgáló rádióinterjú-sorozat egyházi részről is egyértelmű elismerést váltott ki. A Theologiai Szemle részletes ismertetése összefoglalásaként idézi Hahn professzort, miszerint „a Bibliát, az Ó- és Újtestamentumot, a kritikai tudomány alapján mi emberi alkotásnak tekintjük. Emberek gondolatainak, vágyainak, reményeinek, a világról, önmagukról, az emberiség helyzetéről alkotott elképzeléseinek gyűjteménye.” A kritika szerzője, Pávics Katalin mindehhez hozzáteszi: „Ez természetesen nem zárhatja ki azt a meggyőződést, hogy a mi számunkra a Biblia éppen valóságos emberi könyv voltában — az inkarnáció analógiájára — azontúl, hogy emberi könyv, az Isten kijelentésének irodalmi tanúbizonysága”.
1973-ban a Rómában megjelenő Katolikus Szemle is részletes, rendkívül elismerő kritikát közöl a főszerkesztő, Békés Gellért tollából a már könyv alakjában is megjelent interjúsorozatról. Írása végén azonban hozzáteszi: „a Biblia nemcsak kultúrtörténeti emlék, hanem írásbeli tanúbizonysága ennek a sajátos istenemberi kinyilatkoztatásnak, amely gondviselésszerű történeti események és prófétai értelmezés egymást kiegészítő évszázados folyamatában — az üdvösség történetében — vált valóra. S ez a kinyilatkoztatás nem a primitív embernek valamiféle tiszteletre méltó, de idejétmúlt mitikus válasza a lét végső kérdéseire, hanem — a művelődéstörténet megfelelő fejlődési fokán és nyelvén — az istenkereső ember és az emberben megnyilvánuló Isten viszonyának örökérvényű kifejezése.”